# Vévodství Massa a Carrara
Vévodství Massa a Knížectví Carrara (italsky Ducato di Massa e Principato di Carrara) byl malý italský stát, který ovládal města Massa a Carrara. Území je nyní součástí sjednocené Itálie, ale i nadále si zachovává svou místní identitu jako provincie Massa-Carrara.

## Historie

### Státy Massa a Carrara do roku 1664
Přestože město Massa zažilo dobu svého největšího rozkvětu za vlády Obertenghiů již v 11. století jako markrabství Massy a Korsiky, původní jádro se zrodilo 22. února 1473 koupí Carrarského panství pánem z Massy, markýzem Jacopem Malaspinou, který ho získal od hraběte Antoniotta Filerema z Janova, předka rodiny Fregoso. Šlechtický titul rodiny Malaspina byl nyní markýzové z Massy a páni z Carrary.
Po koupi oblasti Carrara přesunul Jacopo Malaspina svoje sídlo do Carrary, ale kvůli častým střetům s francouzskými vojsky své sídlo přesunul do Massy.
Během dvou generací rodina Malaspinů vymřela po meči a Richarda Malaspinová, Jacopova neteř a poslední přímý dědic linie, se v roce 1520 provdala za Lorenza Cybu, člena vlivné rodiny janovského rodu příbuzných Medicejů a papeže Inocence VIII. Po tomto sňatku vznikla nová větev Cybo-Malaspina. Syn Richardy a Lorenza, Alberich I. Cybo-Malaspina získal vládu nad Massou a Carrarou v roce 1554. Pod jeho vládou zažilo léno období rozvoje, hlavně díky výhodné ekonomické situaci na trhu s mramorem, který byl v době renesance velmi žádaný. Alberich I. si byl vědom, že je obklopen mocnějšími a vlivnějšími sousedy. Proto požádal v roce 1554 o připojení do Svaté říše římské. Díky svému kulturnímu a ekonomickému rozkvětu dostalo město Carrara v roce 1558 hodnost markrabství. V roce 1568 byla Massa povýšena na knížectví císařem Maxmiliánem II.

### Vévodství Massa a Knížectví Carrara

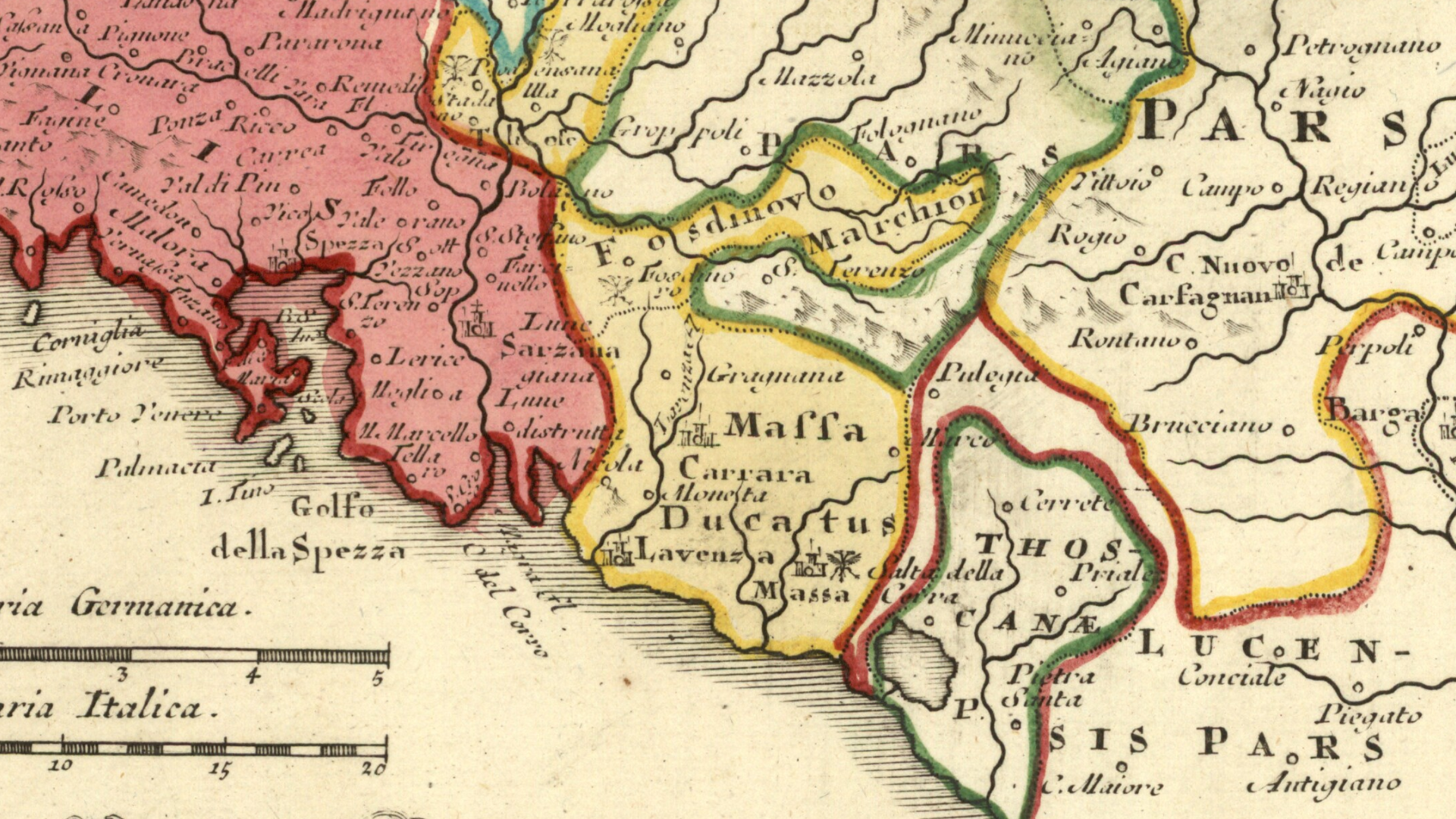
Vévodství Massa a Carrara na počátku 18. století

V roce 1664 povýšil Leopold I. Habsburský Knížectví Massa na vévodství a markrabství Carrara na knížectví. Od začátku vlády Alberica II. používala rodina Cybo-Malaspina titul Vévodové z Massy a Knížata z Carrary. V roce 1741 se Marie Tereza Cybo-Malaspinová, poslední zástupce rodiny, vdala za Herkula I. Estenského, jediného mužského dědice Vévodství Modeny a Reggia. Jejich dcera Marie Beatrix Estenská tak vládla oběma územím, které však zůstaly samostatnými státními útvary až do její smrti.
V roce 1796 byla rodina Estenských zbavena svého majetku Napoleonovými vojsky a území bylo začleněno do Cispadanské republiky, poté do Cisalpinské republiky. Během tohoto období bylo území naváděno proti Napoleonovi Rakušany z protifrancouzské koalice (1799) a zažilo mnoho změn ve státním zřízení, které byly víceméně provizorní. Jako poslední administrativní změna bylo v roce 1806 začlenění Vévodství Massa a Carrara do Knížectví Lucca a Piombino, ve kterém vládla Napoleonova starší sestra Elisa Bonapartová. Během napoleonské nadvlády byla Marie Beatrix d'Este donucena uchýlit se do Vídně společně s rodinou svého manžela arcivévody Ferdinanda Karla Habsbursko-Lotrinského a strýce císaře Františka II. Odtud vládla vévodství v exilu. Po pádu Napoleonského režimu bylo vévodství Vídeňským kongresem vráceno zpět Marii Beatrix. Po obnovení a zrušení některých místních subjektů jako markrabství Fosdinovo, zahrnovalo Vévodství Massa a Carrara vedle původních území také řadu území v Toskánsku.
V roce 1829, po smrti Marie Beatrix, bylo Vévodství Massa a Knížectví Carrara připojeno k Vévodství Modeny a Reggia, které vedl její syn František IV. V roce 1860 po svržení Františka V., bylo území vévodství Modeny a Reggia, které zahrnovalo také území Massy a Carrary, připojeno k Sardinskému království. Massa a Carrara byla nyní provincie v Sardinském království.

## Markýzové, knížata a vévodové Massy a Carrary

Znak vévody z Massy a knížete z Carrary

- Jakub I. Malaspina (1445–1481) markýz z Massy a pán z Carrary od roku 1473
- Alberich II. Malaspina (1481–1519)
- Richarda Cybo-Malaspinová (1519–1546) a (1547–1553)
- Giulio I. Cybo-Malaspina (1546–1547)
- Alberich I. Cybo-Malaspina (1524–1623) markýz z Massy a Carrary od roku 1558, potom kníže z Massy a Carrary od roku 1568
- Karel I. Cybo-Malaspina (1623–1662)
- Alberich II. Cybo-Malaspina (1662–1690) vévoda z Massy a kníže z Carrary od roku 1664
- Karel II. Cybo-Malaspina (1690–1710)
- Alberich III. Cybo-Malaspina (1710–1715)
- Aleram Cybo-Malaspina (1715–1731)
- Marie Tereza Cybo-Malaspinová (1731–1790)
- Marie Beatrix Estenská (1790–1796) vévodkyně z Massy a Kněžna z Carrary
- Anexe Cispadanské republiky, Cisalpinské republiky, Italské republiky a Italského království, Napoleonova invaze (1796–1806)
- Elisa Bonapartová (1806–1814)
- Marie Beatrix (1815–1829) vévodkyně z Massy a Kněžna z Carrary
- Vévodství je připojeno k Vévodství modenské a reggiánské
- František IV. d'Este (1829–1846)
- František V. d'Este (1846–1859)

## Politika a ekonomika
Sloučení rodů Malaspina a Cybo vedlo území k poměrně okázalému způsobu života. Díky zahraniční politice se podařilo udržet roli prostředníka mezi Toskánským velkovévodstvím a Janovskou republikou. Alberich I. provedl mnoho rekonstrukcí ve městech Carrara a Massa, především kvůli prestiži. Obě města měla nové městské hradby, které měly spíše reprezentativní funkci než obrannou, protože místní politika nebyla expanzivní. Byly postaveny také nové vévodské paláce. V Carraře byl založen Úřad pro mramor (1564), který měl regulovat těžební průmysl pro těžbu mramoru. Zejména město Massa bylo z velké části přestavěno (nové silnice, náměstí, křižovatky, nové dlažby), aby bylo hodné hlavního města Italské země.
Válka o španělské dědictví (1701-1714) byl pro vévodství začátek období hluboké hospodářské krize. Císař potrestal rodinu Cybo-Malaspina vysokými pokutami, protože na svém území poskytli útočiště francouzským jednotkám. Alberich III., ale později zejména Alderamo, byli nuceni prodat většinu městského zboží. Alderamo musel donutit lidi, aby kupovali jídlo za prémii. Také luxusní a extravagantní život šlechtice srazil ekonomiku vévodství na kolena. Finanční situace byla zachráněna svazkem mezi rodinami Malaspina a Este, tedy svatbou Marie Teresy a Herkula d'Este roku 1741.

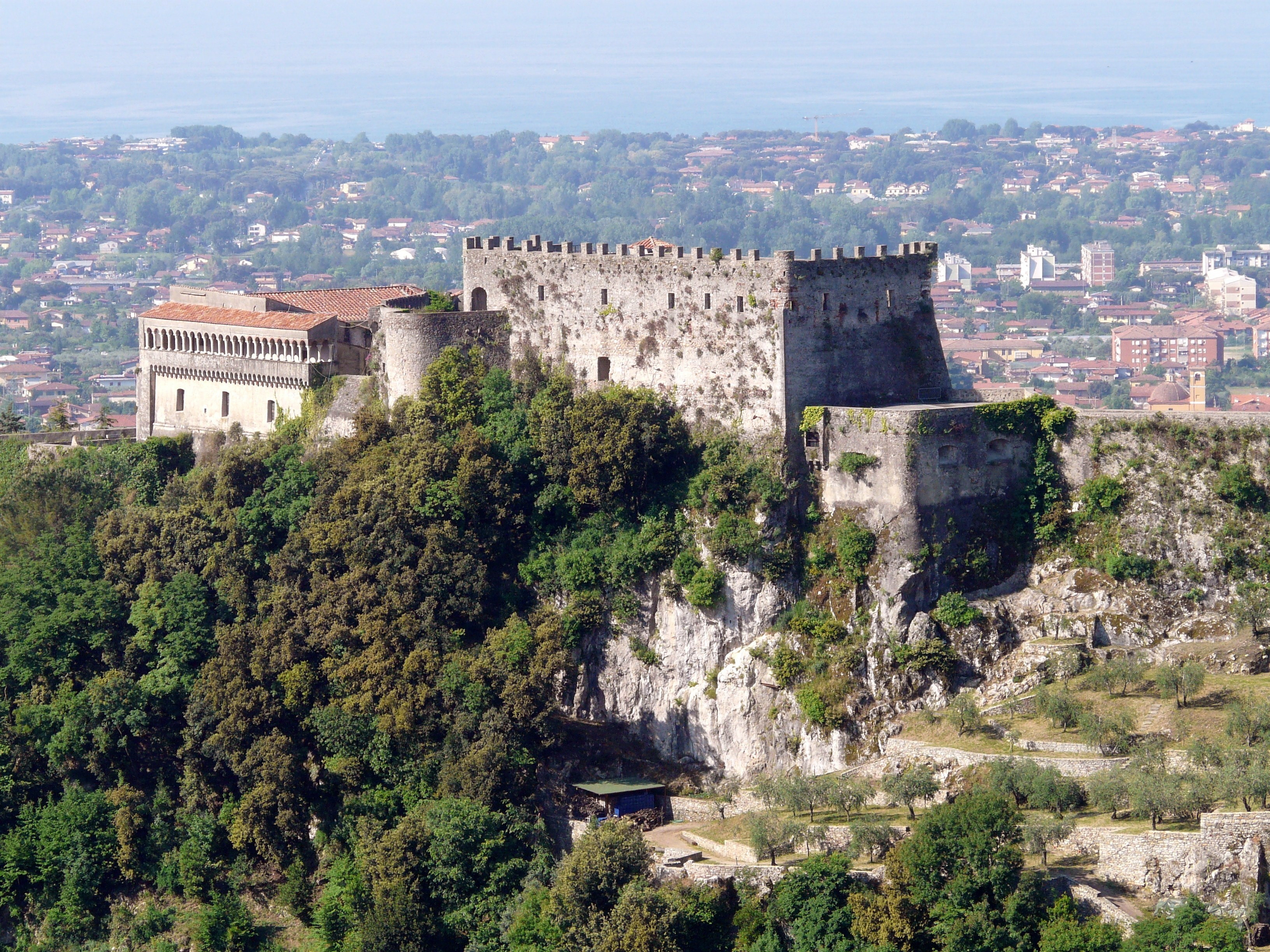
Hrad Malaspina, hlavní sídlo vládců Massy a Carrary

Od této doby vévodství postupně ztrácelo svou politickou autonomii a stále více se dostávalo pod vliv Modeny. Pod nadvládou rodiny Este, zaujalo vévodství strategickou pozici, kdy zajišťovalo jednodušší obchodní cestu od moře do vnitrozemí. Již za vlády Marie Teresy se silniční spojení mezi Vévodstvím Modeny a Reggia a Vévodstvím Massy a Carrary výrazně zlepšilo. Tyto pokusy o zlepšení silničního spojení zahrnují také stavbu via Vandelli v roce 1738.
V roce 1751 byl učiněn první pokus o vyhloubení doku a výstavbu přístavu ve městě Carrara. Tento přístav by sloužil pro obchodní a vojenské aktivity rodiny Este, poskytl by úkryt pro malou Modenskou flotilu, a ukončil závislost na ostatních přístavech v okolí kvůli vývozu mramoru. Pobřeží však mělo tendenci se zanášet, takže po několika letech musely být stavební práce přerušeny.
V roce 1807 postavili Napoleonovi inženýři poštovní cestu do Foce, která spojovala města Massa a Carrara přes vnitrozemské kopce. Za Napoleonské nadvlády byly zahájeny také veřejné práce jako bonifikace plání, výsadba borovic na pobřeží na boj proti Malárii a úprava břehů řek. V těchto pracích pokračovala i Marie Beatrix a její nástupci v následujících dekádách. V roce 1821 byl zaveden Esténský katastr nemovitostí, který měl za úkol regulovat a vypisovat majetky obyvatel vévodství.
Roky po připojení k Vévodství Modeny a Reggia byly obzvláště složité, a to kvůli povstaleckým nepokojům, které byly pro toto historické období typické, ale také kvůli hospodářské krizi, která region dlouho sužovala. Panovníci se několikrát pokusili dostat ze stagnace podporou budování infrastruktury pro zlepšení obchodu, ale nedostatek peněz se často ukázal jako nepřekonatelná překážka.
Druhý pokus o vybudování přístavu ve městě Carrara svěřil vévoda František IV. Inženýru Aschendendovi, ale projekt nebyl nikdy dokončen kvůli nedostatku financí. Nakladač, který se stal prvním autentickým jádrem přístavu byl úspěšně postaven až v roce 1851 díky inženýrovi a magnátovi Williamu Waltonovi. V roce 1846 navrhl vévodovi hrabě Francesco del Medico stavbu Mramorové železnice, která by spojovala mramorové lomy s mořem, a tím usnadnila jeho přepravu do oblastí třídění, nakládání a přepravu. Tento projekt byl však také pozastaven pro nedostatek financí. Mramorová železnice byla konečně postavena po sjednocení Itálie. (1871-1890).
V posledních letech existence vévodství se výrazně zvyšoval počet střetů mezi liberály a vládou vévody, zejména v Carraře. Území si vybrali hrabě Camillo Benso di Cavour a Napoleon III. pro zorganizování lidových protirakouských nepokojů, aby získali možnost zasáhnout na straně Piemontu v Itálii, čímž umožnili začátek pro Druhou italskou válku za nezávislost.